# Saint-Amans (Ariège)
Saint-Amans é uma comuna francesa na região administrativa de Occitânia, no departamento de Ariège. Estende-se por uma área de 2,64 km². Em 2010 a comuna tinha 44 habitantes (densidade: 16,7 hab./km²).